# 八本松町正力
八本松町正力（はちほんまつちょうしょうりき）とは、広島県東広島市の大字。全域で住居表示未実施である。

## 概要
八本松地区東部に位置しており、竜王山と南城山に挟まれて帯状の集落を形成している。近代までは「石堂」と称していたと考えられている。
全体的に農村地帯が広がるが、町域東部では住宅地の開発も実施されている。また山陽自動車道の八本松スマートインターチェンジが設置される予定であり、2026年度末の供用開始が予定されている
旧川上村の一部にあたる。

## 沿革
- 1889年（明治22年）4月1日 - 町村制施行。賀茂郡正力村他4村が合併し、川上村が発足する。正力村は「正力」として川上村の大字となる[2][4]。
- 1956年（昭和31年）9月1日 - 賀茂郡川上村、吉川村、原村が合併して八本松町が発足する。正力は八本松町の大字となる[2][4]。
- 1974年（昭和49年）4月20日 - 八本松町が周辺3町と合併し、東広島市が発足。正力は「八本松町正力」として東広島市の大字となる[2][5]。
- 1996年（平成8年）12月2日 - 町内の一部が分離され、八本松飯田となる[6]。
- 2026年（令和8年）度末 - この頃までに八本松スマートインターチェンジの供用が開始される予定[3]。

## 交通

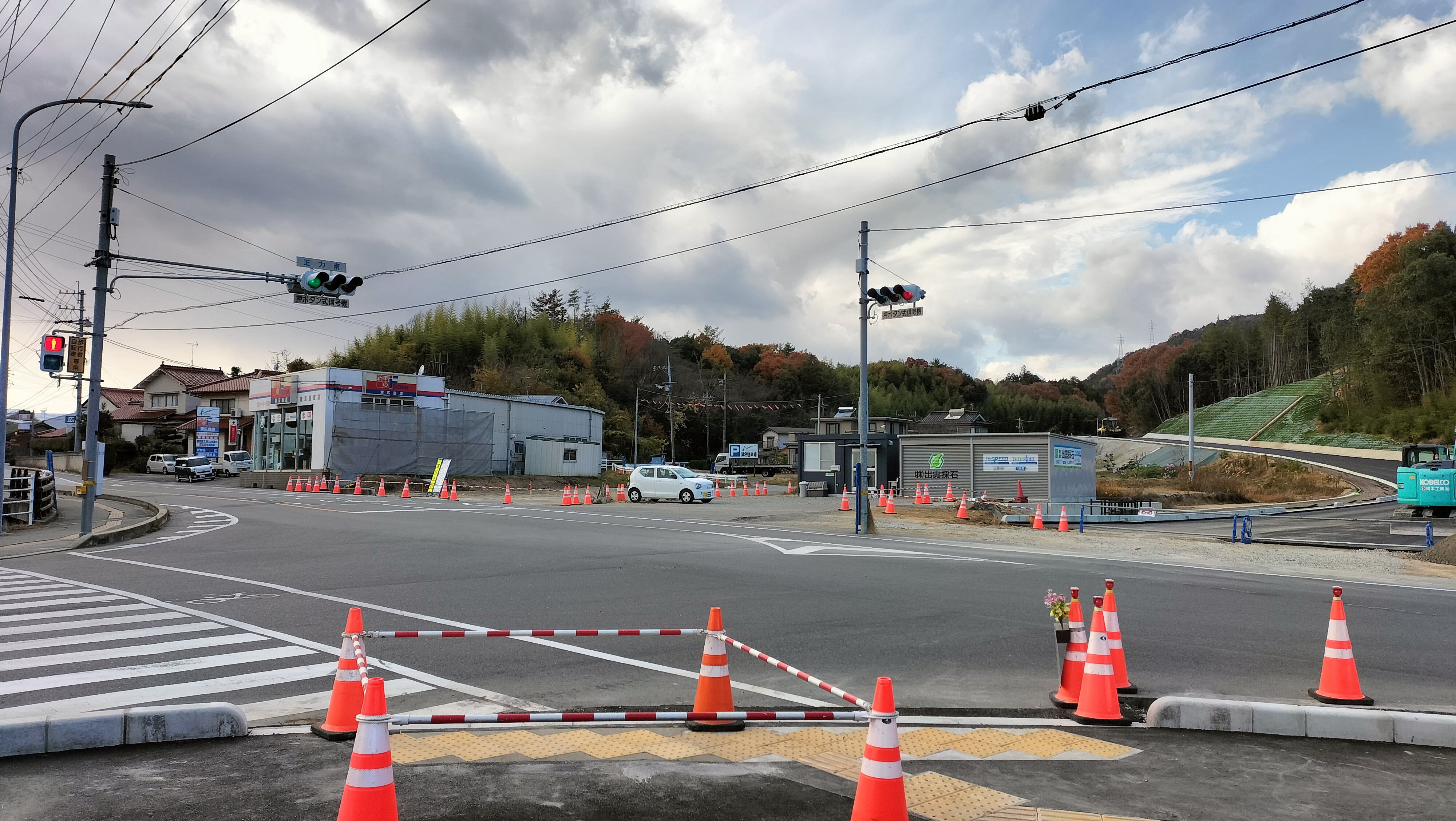
正力南交差点。向かって右方向に伸びる道が八本松SICと接続する予定である。

### 鉄道
町内に鉄道路線は通っていない。最寄り駅は八本松駅もしくは寺家駅（いずれもJR山陽本線）。

### バス
芸陽バスの路線が利用可能である。
- 八本松駅 - 篠
- 八本松駅 - グリーンタウン
- 西条駅 - 磯松団地 - 造賀 - 久芳 - 豊栄

### 道路

#### 高速道路
- 山陽自動車道 - 八本松SIC（事業中）

#### 主要地方道
- 広島県道80号東広島向原線

#### 一般地方道
- 広島県道350号造賀八本松線

広島県道80号線と広島県道350号線は町内全区間で重複している。

## 施設・名所など
- 荒神社
- 梅木神社
- 東広島市立磯松中学校
- 南条山第一展望台

## 学区
公立小・中学校に通学する場合、川上小学校ならびに磯松中学校に通学することになる。

## 世帯数・人口
2024年（令和6年）11月末時点での世帯数は1080世帯、人口は2201人である。

## 面積
2020年時点での面積は3.717161326km2である。